# Milena Michiko Flašar

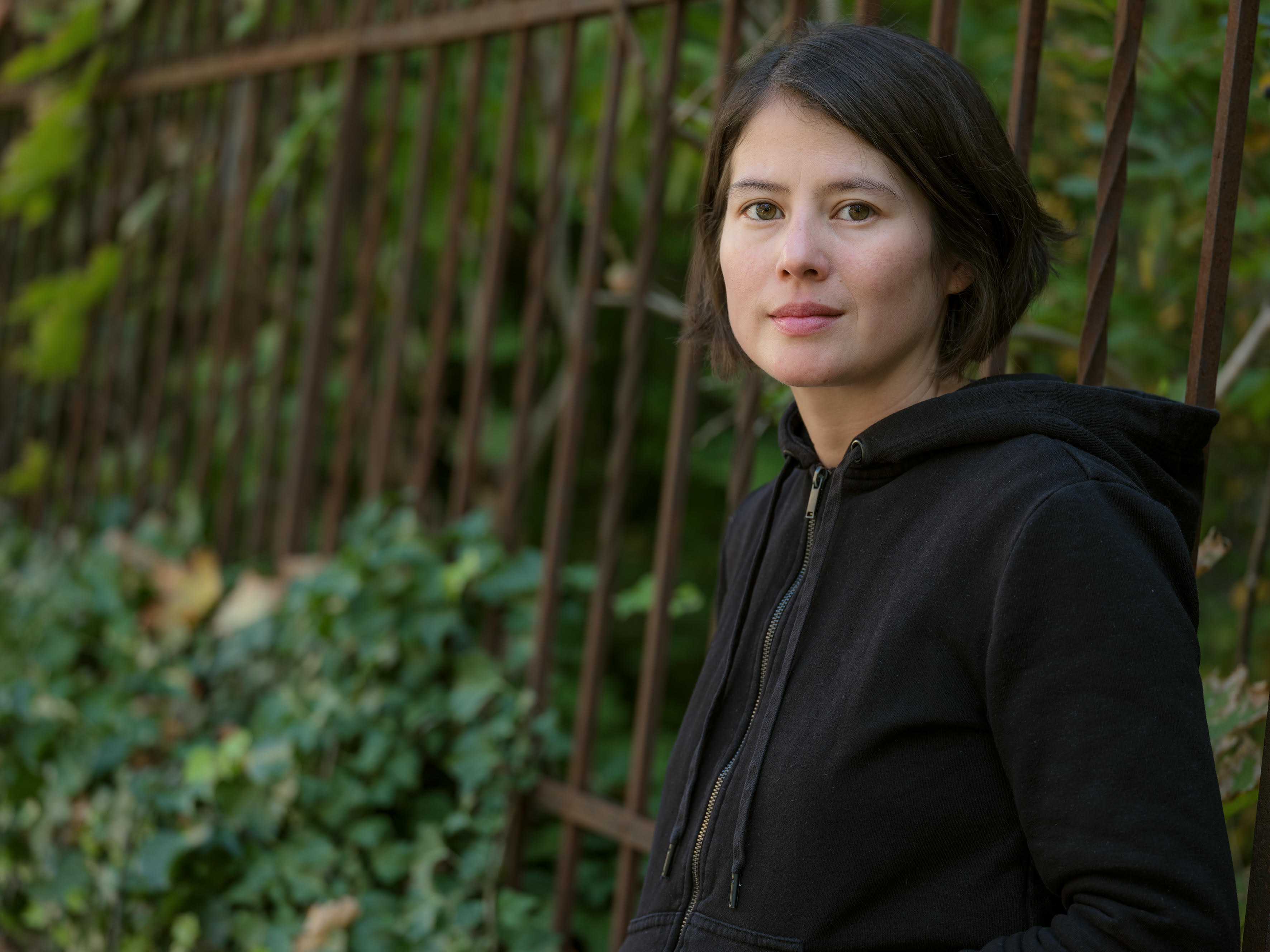
Milena Michiko Flašar (2016)

Milena Michiko Flašar (* 1980 in St. Pölten) ist eine japanisch-österreichische Schriftstellerin. 

## Leben
Milena Michiko Flašar studierte Komparatistik, Germanistik und Romanistik in Wien und Berlin. Sie ist die Tochter einer japanischen Mutter und eines österreichischen Vaters und lebt als Schriftstellerin in Wien. Sie unterrichtete außerdem Deutsch als Fremdsprache in Wien.
Im Juni 2012 erhielt sie ein Aufenthaltsstipendium im Literarischen Colloquium Berlin.
Im November 2012 erhielt sie für ihr Buch Ich nannte ihn Krawatte den österreichischen Literaturpreis Alpha. In einer Bühnenbearbeitung und Inszenierung von Jana Milena Polasek wurde der Text im Mai 2013 am Berliner Maxim-Gorki-Theater uraufgeführt. Der NDR produzierte 2014 eine Hörspiel-Adaption. Im April 2015 wurde der Roman mit dem Euregio-Schüler-Literaturpreis ausgezeichnet. Dieser Preis führt deutsche, niederländische und belgische Schüler im Alter zwischen 15 und 20 Jahren an die zeitgenössische Literatur ihres Landes und die der Nachbarländer heran und regt dabei zum fremdsprachlichen Austausch an. Ihr Roman Herr Katō spielt Familie wurde für die Gratis-Bücher-Verteilaktion Innsbruck liest 2021 ausgewählt.
Flašar ist verheiratet und hat einen Sohn.

## Themen und literarischer Stil
Ein besonderes Merkmal von Flašars Texten ist der Japanbezug:
„Die Handlung ihrer Bücher ist meist in Japan angesiedelt, von wo die Autorin auch den Großteil ihrer Themen bezieht: Hikikomori, Retired Husband Syndrome und Kodokushi mögen hier stellvertretend für eine Vielzahl anderer Begriffe stehen, mit denen sich Milena Michiko Flašar beschäftigt. Gemein ist ihren auf Deutsch geschriebenen Büchern, dass sie alle ein Glossar enthalten, in dem die jeweilige Begrifflichkeit erläutert wird.“
Detaillierter wird festgehalten: 
„Folgt man der Japanologin Lisette Gebhardt, so sind Flašars Texte in einem Modus geschrieben, den Gebhardt J-Mode nennt und der im Idealfall einen geschützten erzählerischen Raum eröffnet, in welchem beispielsweise Rollenspiele ausprobiert werden können, die in europäischen Kostümen (noch) ein wenig befremdlich wirken könnten.“

## Auszeichnungen
- 2012: Literaturpreis Alpha für Ich nannte ihn Krawatte
- 2015: Euregio-Schüler-Literaturpreis für Ich nannte ihn Krawatte
- 2018: Niederösterreichischer Kulturpreis – Anerkennungspreis in der Kategorie Literatur[8][9]
- 2020–2023: Robert-Musil-Stipendium des Bundesministeriums für Kunst, Kultur, öffentlichen Dienst und Sport[10]
- 2024: Evangelischer Buchpreis für Oben Erde, unten Himmel[11]
- 2025: Literaturpreis der A und A Kulturstiftung
- 2025: Outstanding Artist Award für Literatur[12][13]

## Werke
- Ich bin. Residenz-Verlag, St. Pölten, Salzburg 2008, ISBN 978-3-7017-1504-6.
- Okaasan. Meine unbekannte Mutter. Residenz-Verlag, St. Pölten, Salzburg 2010, ISBN 978-3-7017-1533-6
- Ich nannte ihn Krawatte. Klaus Wagenbach Verlag, Berlin 2012, ISBN 978-3-8031-3241-3.[14]
- Herr Katō spielt Familie. Klaus Wagenbach Verlag, Berlin 2018, ISBN 978-3803132925
- Oben Erde, unten Himmel. Klaus Wagenbach Verlag, Berlin 2023, ISBN 978-3-8031-3353-3
- Blitz und Donner, Uraufführung im Jänner 2025 am Wiener Odeon-Theater basierend auf den Briefen von Johann Strauss an Olga Smirnitskaja mit Christian Nickel und Mara Romei[15][16]